# かねさ
かねさ株式会社は青森県青森市浪岡に本社を置く味噌の製造メーカー。マルコメ株式会社の機能子会社。

## 概要
当時1979年に制作され、歌手の淡谷のり子が出演した自社製品のテレビCMにて「たいしたたまげた」（青森の方言で、「たいへんびっくりした」という意味）というせりふで有名だった（その後、当時の流行語にもなった）。
2019年10月1日に会社分割で設立されたかねさ株式会社（新社、同日付でかねさ製造株式会社から商号変更）へ事業を譲渡。同年11月以降はマルコメに販売を委託していたが、新社は2020年6月30日にマルコメの機能子会社（完全子会社）となった。
旧社は新社への事業譲渡の同日である2019年10月1日に株式会社KNへ商号変更。株式会社KNは、2020年12月3日に東京地方裁判所から特別清算開始決定を受けた。KNは2021年2月1日に法人格が消滅した。

## 沿革

### 旧：かねさ株式会社→株式会社KN
- 1875年 - 初代･阿保定吉が味噌・醤油の製造に着手する
- 1909年 - 阿保商店として企業化
- 1952年 - 阿保味噌醸造株式会社を設立
- 1960年 - かねさ味噌株式会社に社名変更
- 1966年 - 青森市浜田に新工場が完成
- 1968年 - 販売部門を独立させて、かねさ味噌販売株式会社を設立
- 1977年 - 販売部門の津軽三年味噌株式会社を設立
- 1979年 - 味噌の顆粒化の開発に成功する
- 1991年 - 社名を現在の「かねさ株式会社」に変更し、販売部門のかねさ味噌販売と津軽三年味噌が合併して「かねさ販売株式会社」となる
- 1996年 - 青森県浪岡町（現：青森市浪岡）に梵珠第一工場が完成
- 1997年 - 梵珠第二工場（ミネラルウォーター製造）が完成。「梵珠百水」ブランドで販売を開始する。
- 1998年 - 梵珠第三工場が完成（味噌手作り工場）
- 2000年 - パラミソ工場を完成
- 2001年 - 製造特許を取得している「パラミソ」（顆粒状味噌）、並びに天然水「梵珠百水」にて世界品質である「モンドセレクション　金賞」を受賞する。
- 2006年 - かねさ㈱の研究開発部門である『東北食効科学研究所』は、大豆の胚（はい）軸に含まれる成分「ソヤサポニンB群」に血糖値を下げる効果があることを突き止めた。
- 2007年 - 青森市浜田の本社・工場（及び、その関連会社など）を浪岡地区の大釈迦工業団地内へ全面移転（それに先立ち、旧本社・工場の敷地をサンシティに売却し、核店舗が西松屋、サンデー、マックスバリュの「アプレ103」（現・イオンタウン青森浜田）を開業した。）
- 2018年 - 「梵珠百水」の生産終了。梵珠第二工場閉鎖。
- 2019年10月1日 - 同日付でかねさ製造株式会社から商号変更されたかねさ株式会社（新社）へ事業を譲渡して事業を停止。同時に旧社の商号を株式会社KNへ変更し、本店所在地を青森市から東京都中央区へ移転。
- 2020年12月3日 - 東京地方裁判所から特別清算開始決定を受ける。
- 2021年2月1日 - 株式会社KNの法人格消滅。

### 新：かねさ株式会社
- 2019年
  - 8月 - かねさ製造株式会社として設立。
  - 10月1日 - 旧社（同日付で株式会社KNへ商号変更）から事業を譲受したと同時に、商号をかねさ株式会社（新社）へ変更。
  - 11月 - 販売をマルコメへ委託。
- 2020年6月30日 - マルコメの機能子会社となる。